# Потенциал действия

Распространение потенциала действия по аксону

Схематичная иллюстрация передачи нервного импульса вдоль аксона нейрона

Потенциа́л де́йствия («спайк», нервный импульс) — волна возбуждения, перемещающаяся по мембране живой клетки в виде кратковременного изменения мембранного потенциала на небольшом участке возбудимой клетки (нейрона или кардиомиоцита), в результате которого наружная поверхность этого участка становится отрицательно заряженной по отношению к внутренней поверхности мембраны, в то время как в покое она заряжена положительно.
Благодаря работе «натрий-калиевого насоса» концентрация ионов натрия в цитоплазме клетки очень мала по сравнению с окружающей средой. При проведении потенциала действия открываются потенциал-зависимые натриевые каналы и положительно заряженные ионы натрия поступают в цитоплазму по градиенту концентрации, пока он не будет уравновешен положительным электрическим зарядом. Вслед за этим потенциал-зависимые каналы инактивируются и отрицательный потенциал покоя восстанавливается за счёт диффузии из клетки положительно заряженных ионов калия, концентрация которых в окружающей среде также значительно ниже внутриклеточной.

## Фазы потенциала действия
1. Предспайк — процесс медленной деполяризации мембраны до критического уровня деполяризации (местное возбуждение, локальный ответ).
2. Пиковый потенциал, или спайк, состоящий из восходящей части (деполяризация мембраны) и нисходящей части (реполяризация мембраны).
3. Отрицательный следовой потенциал — от критического уровня деполяризации до исходного уровня поляризации мембраны (следовая деполяризация).
4. Положительный следовой потенциал —  увеличение мембранного потенциала и постепенное возвращение его к исходной величине (следовая гиперполяризация).

## Общие положения

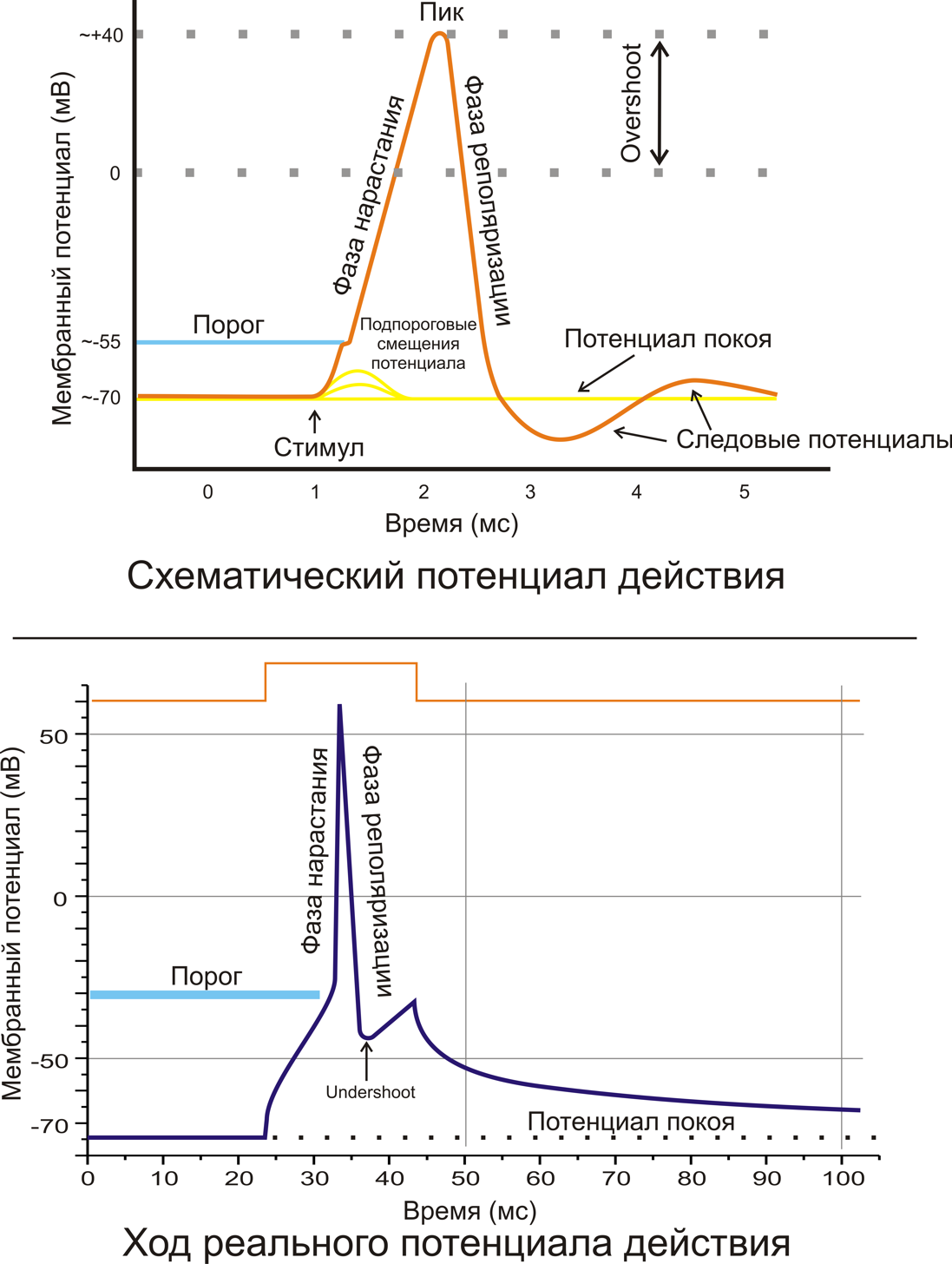
Рис. 2. A. Схематичное изображение идеализированного потенциала действия. B. Реальный потенциал действия пирамидного нейрона гиппокампа крысы. Форма реального потенциала действия обычно отличается от идеализированной.

Поляризация мембраны живой клетки обусловлена отличием ионного состава с её внутренней и наружной стороны. Когда клетка находится в спокойном (невозбуждённом) состоянии, ионы по разные стороны мембраны создают относительно стабильную разность потенциалов, называемую потенциалом покоя. Если ввести внутрь живой клетки электрод и измерить мембранный потенциал покоя, он будет иметь отрицательное значение (около −70 — −90 мВ). Это объясняется тем, что суммарный заряд на внутренней стороне мембраны существенно меньше, чем на внешней, хотя с обеих сторон содержатся и катионы, и анионы. Снаружи — на порядок больше ионов натрия, кальция и хлора, внутри — ионов калия и отрицательно заряженных белковых молекул, аминокислот, органических кислот, фосфатов, сульфатов. Надо понимать, что речь идёт именно о заряде поверхности мембраны — в целом среда и внутри, и снаружи клетки заряжена нейтрально.
Потенциал мембраны может изменяться под действием различных стимулов. Искусственным стимулом может служить электрический ток, подаваемый на внешнюю или внутреннюю сторону мембраны через электрод. В естественных условиях стимулом часто служит химический сигнал от соседних клеток, поступающий через синапс или путём диффузной передачи через межклеточную среду. Смещение мембранного потенциала может происходить в отрицательную (гиперполяризация) или положительную (деполяризация) сторону.
В нервной ткани потенциал действия, как правило, возникает при деполяризации — если деполяризация мембраны нейрона достигает некоторого порогового уровня или превышает его, клетка возбуждается, и от её тела к аксонам и дендритам распространяется волна электрического сигнала. (В реальных условиях на теле нейрона обычно возникают постсинаптические потенциалы, которые сильно отличаются от потенциала действия по своей природе — например, они не подчиняются принципу «всё или ничего». Эти потенциалы преобразуются в потенциал действия на особом немиелинезированном участке аксона — его начальном сегменте, и затем обратно распространяются на сому нейрона и дендриты.)

Рис. 3. Простейшая схема, демонстрирующая мембрану с двумя натриевыми каналами в открытом и закрытом состоянии

Это обусловлено тем, что на мембране клетки находятся ионные каналы — белковые молекулы, образующие в мембране поры, через которые ионы могут проходить с внутренней стороны мембраны на наружную и наоборот. Большинство каналов ионо-специфичны — натриевый канал пропускает практически только ионы натрия и не пропускает другие (это явление называют селективностью). Мембрана клеток возбудимых тканей (нервной и мышечной) содержит большое количество потенциал-зависимых ионных каналов, способных быстро реагировать на смещение мембранного потенциала. Деполяризация мембраны в первую очередь вызывает открытие потенциал-зависимых натриевых каналов. Когда одновременно открывается достаточно много натриевых каналов, положительно заряженные ионы натрия устремляются через них на внутреннюю сторону мембраны. Движущая сила в данном случае обеспечивается градиентом концентрации (с внешней стороны мембраны находится намного больше положительно заряженных ионов натрия, чем внутри клетки) и отрицательным зарядом внутренней стороны мембраны (см. Рис. 2).
Поток ионов натрия вызывает ещё бо́льшее и очень быстрое изменение мембранного потенциала, которое и называют потенциалом действия (в специальной литературе обозначается ПД).
Согласно закону «всё-или-ничего» мембрана клетки возбудимой ткани либо не отвечает на стимул совсем, либо отвечает с максимально возможной для неё на данный момент силой. То есть, если стимул слишком слаб и порог не достигнут, потенциал действия не возникает совсем; в то же время, пороговый стимул вызовет потенциал действия такой же амплитуды, как и стимул, превышающий пороговый. Это отнюдь не означает, что амплитуда потенциала действия всегда одинакова — один и тот же участок мембраны, находясь в разных состояниях, может генерировать потенциалы действия разной амплитуды.
После возбуждения нейрон на некоторое время оказывается в состоянии абсолютной рефрактерности, когда никакие сигналы не могут его возбудить снова, затем входит в фазу относительной рефрактерности, когда его могут возбудить исключительно сильные сигналы (при этом амплитуда ПД будет ниже, чем обычно). Рефрактерный период возникает из-за инактивации быстрого натриевого тока, то есть инактивации натриевых каналов (см. ниже).

## Распространение потенциала действия

### По немиелинизированным волокнам
По немиелинизированному волокну потенциал действия распространяется непрерывно. Проведение нервного импульса начинается с распространением электрического поля. Возникший потенциал действия за счет электрического поля способен деполяризовать мембрану соседнего участка до критического уровня, в результате чего на соседнем участке генерируются новые потенциалы. Сам потенциал действия не перемещается, он исчезает там же, где возник. Главную роль в возникновении нового потенциала действия играет предыдущий.
Если внутриклеточным электродом раздражать аксон посередине, то потенциал действия будет распространяться в обоих направлениях. Обычно же потенциал действия распространяется по аксону в одном направлении (от тела нейрона к нервным окончаниям), хотя деполяризация мембраны происходит по обе стороны от участка, где в данный момент возник потенциал. Одностороннее проведение потенциала действия обеспечивается свойствами натриевых каналов — после открытия они на некоторое время инактивируются и не могут открыться ни при каких значениях мембранного потенциала (свойство рефрактерности). Поэтому на ближнем к телу клетки участке, где до этого уже «прошёл» потенциал действия, он не возникает.
При прочих равных условиях распространение потенциала действия по аксону происходит тем быстрее, чем больше диаметр волокна. По гигантским аксонам кальмара потенциал действия может распространяться почти с такой же скоростью, как и по миелинизированным волокнам позвоночных (около 100 м/c).

### По миелинизированным волокнам
По миелинизированному волокну потенциал действия распространяется скачкообразно (сальтаторное проведение). Для миелинизированных волокон характерна концентрация потенциалзависимых ионных каналов только в областях перехватов Ранвье; здесь их плотность в 100 раз больше, чем в мембранах безмиелиновых волокон. В области миелиновых муфт потенциалзависимых каналов почти нет. Потенциал действия, возникший в одном перехвате Ранвье, за счет электрического поля деполяризует мембрану соседних перехватов до критического уровня, что приводит к возникновению в них новых потенциалов действия, то есть возбуждение переходит скачкообразно, от одного перехвата к другому. В случае повреждения одного перехвата Ранвье потенциал действия возбуждает 2-й, 3-й, 4-й и даже 5-й, поскольку электроизоляция, создаваемая миелиновыми муфтами, уменьшает рассеивание электрического поля.
«Скачкообразное распространение» увеличивает скорость распространения потенциала действия по миелинизированным волокнам по сравнению с немиелинизированными. Кроме того, миелинизированные волокна толще, а электрическое сопротивление более толстых волокон меньше, что тоже увеличивает скорость проведения импульса по миелинизированным волокнам. Другим преимуществом сальтаторного проведения является его экономичность в энергетическом плане, так как возбуждаются только перехваты Ранвье, площадь которых меньше 1 % мембраны, и, следовательно, необходимо значительно меньше энергии для восстановления трансмембранных градиентов Na+ и K+, расходующихся в результате возникновения потенциал действия, что может иметь значение при высокой частоте разрядов, идущих по нервному волокну.
Чтобы представить, насколько эффективно может быть увеличена скорость проведения за счёт миелиновой оболочки, достаточно сравнить скорость распространения импульса по немиелинизированным и миелинизированным участкам нервной системы человека. При диаметре волокна около 2 µм и отсутствии миелиновой оболочки скорость проведения будет составлять ~1 м/с, а при наличии даже слабой миелинизации при том же диаметре волокна — 15—20 м/с. В волокнах большего диаметра, обладающих толстой миелиновой оболочкой, скорость проведения может достигать 120 м/с.
Скорость распространения потенциала действия по мембране отдельно взятого нервного волокна непостоянна — в зависимости от различных условий эта скорость может очень значительно уменьшаться и, соответственно, увеличиваться, возвращаясь к некоему исходному уровню.

## Активные свойства мембраны

Схема строения мембраны клетки.

Активные свойства мембраны, обеспечивающие возникновение потенциала действия, основываются главным образом на поведении потенциалзависимых натриевых (Na+-) и калиевых (K+-) каналов. Начальная фаза ПД формируется входящим натриевым током, позже открываются калиевые каналы и выходящий K+-ток возвращает потенциал мембраны к исходному уровню. Исходную концентрацию ионов затем восстанавливает натрий-калиевый насос.
По ходу ПД каналы переходят из состояния в состояние: у Na+-каналов основных состояний три — закрытое, открытое и инактивированное (в реальности дело сложнее, но этих трёх достаточно для описания), у K+-каналов два — закрытое и открытое.
Поведение каналов, участвующих в формировании ПД, описывается через проводимость и вычисляется через коэффициенты переноса (трансфера).
Коэффициенты переноса были выведены Аланом Ллойдом Ходжкином и Эндрю Хаксли.
Проводимость для калия GK на единицу площади [S/cm²]
| {\displaystyle dn/dt=\alpha _{n}(1-n)-\beta _{n}n},                                                         |
| где: |
| {\displaystyle \alpha _{n}} — коэффициент трансфера из закрытого в открытое состояние для K+-каналов [1/s]; |
| {\displaystyle \beta _{n}} — коэффициент трансфера из открытого в закрытое состояние для K+-каналов [1/s];  |
| {\displaystyle n} — доля K+-каналов в открытом состоянии;                                                   |
| {\displaystyle (1-n)} — доля K+-каналов в закрытом состоянии                                                |

Проводимость для натрия GNa на единицу площади [S/cm²]
рассчитывается сложнее, поскольку, как уже было сказано, у потенциал-зависимых Na+-каналов, помимо закрытого/открытого состояний, переход между которыми описывается параметром {\displaystyle m}, есть ещё инактивированное/не-инактивированное состояния, переход между которыми описывается через параметр {\displaystyle h}
| {\displaystyle dm/dt=\alpha _{m}(1-m)-\beta _{m}m},                                                          | {\displaystyle dh/dt=\alpha _{h}(1-h)-\beta _{h}h},                                                                             |
| где: | где: |
| {\displaystyle \alpha _{m}} — коэффициент трансфера из закрытого в открытое состояние для Na+-каналов [1/s]; | {\displaystyle \alpha _{h}} — коэффициент трансфера из инактивированного в не-инактивированное состояние для Na+-каналов [1/s]; |
| {\displaystyle \beta _{m}} — коэффициент трансфера из открытого в закрытое состояние для Na+-каналов [1/s];  | {\displaystyle \beta _{h}} — коэффициент трансфера из не-инактивированного в инактивированное состояние для Na+-каналов [1/s];  |
| {\displaystyle m} — доля Na+-каналов в открытом состоянии;                                                   | {\displaystyle h} — доля Na+-каналов в не-инактивированном состоянии;                                                           |
| {\displaystyle (1-m)} — доля Na+-каналов в закрытом состоянии                                                | {\displaystyle (1-h)} — доля Na+-каналов в инактивированном состоянии.                                                          |